# Тимбалло
Тимбалло (итал. Timballo) — итальянское запечённое блюдо, состоящее из макарон, риса или картофеля с одним или несколькими другими ингредиентами (сыр, мясо, рыба, овощи или фрукты). Иногда его готовят, помещая ингредиенты внутри слоеного или песочного теста. В Италии существует много региональных вариантов этого блюда.

## Этимология

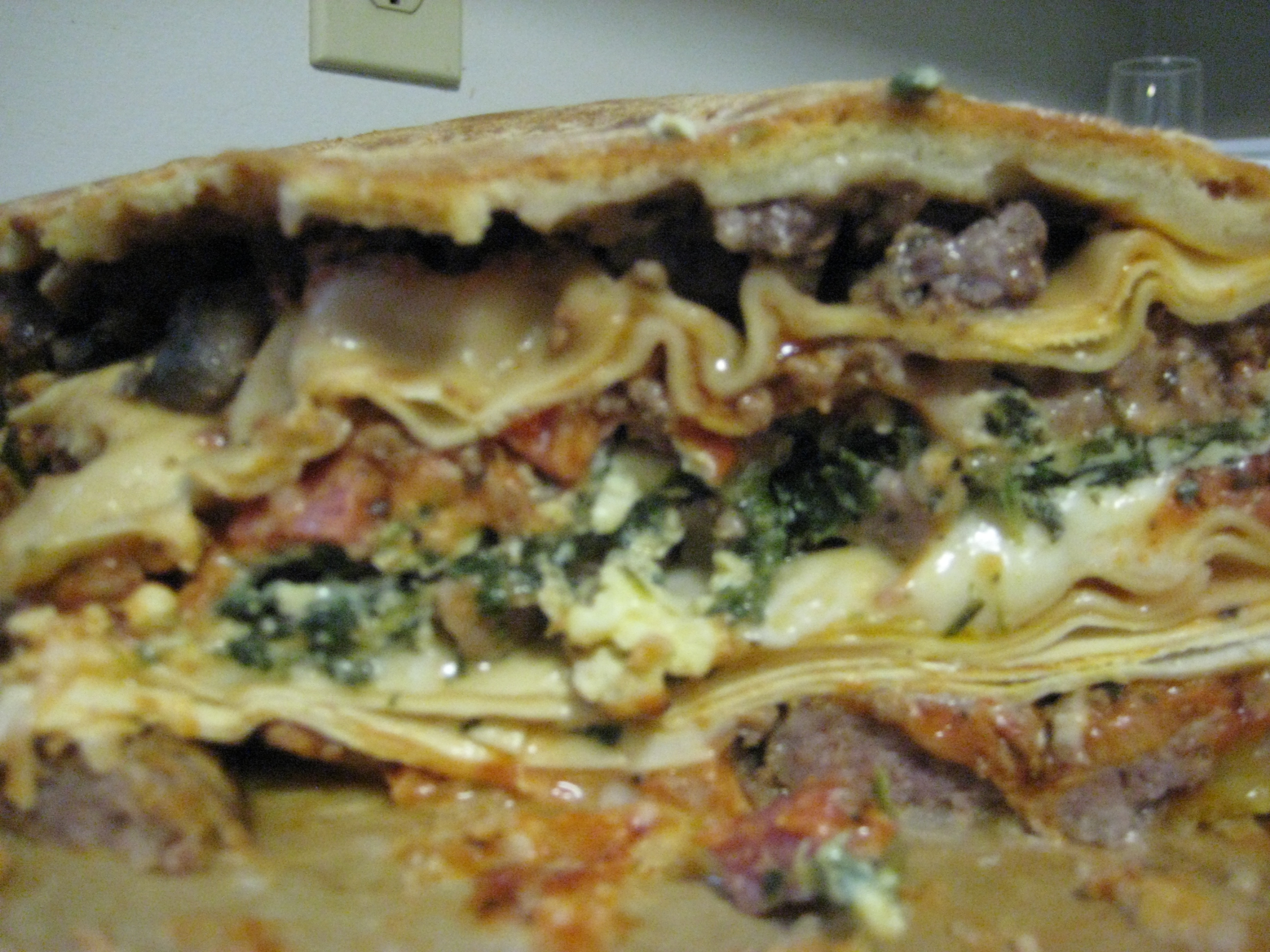
Кусочек Тимбалло паттадезе

Термин «тимбалло» происходит от старо-французского tamballe, означающего барабан, литавры, бубен, которое, в свою очередь, происходит из арабского языка. Уже в XV веке был известен timballo alla teramana, состоящий из блинов, яиц и муки. На Сардинии tumballu уже много веков это своего рода пудинг пастухов коз, его готовят из козьего молока, мёда, свежих яиц и цедры лимона.
Французы частично заимствовали рецепт тимбалло, вероятнее всего, у неаполитанцев, в так называемом «Королевстве Обеих Сицилий», для создания своих пирогов. Как пишет Вильям Похлёбкин, «Тимбалы — это общее название различных постаментов, основ, фундаментов, бордюров, приготавливавшихся во французской классической кухне из теста (хлебного или рыхлого теста для бабок, а иногда и бисквитного) с целью создать съедобную платформу или резервуар для помещения в нём различных видов блюд». Вероятно, французское название прижилось в итальянской кухне.
Разновидности тимбалло отличаются от региона к региону, и иногда его называют bomba, tortino, sartu (неаполитанская интерпретация) или pasticcio (чаще используется для обозначения аналогичного блюда, запеченного в кондитерской корочке).

## Приготовление
Блюдо готовится на сковороде в форме купола. Макароны или рис укладываются по стенкам посуды для запекания, внутри выкладывается начинка, яйца или сыр используются в качестве связующего вещества. Рис обычно используется в качестве ингредиента в Эмилии-Романье, где блюдо называется «бомба» и запекается с начинкой из голубя или другой дичи, гороха, местного сыра и основы из макарон. Блинчики используются в качестве основного ингредиента в Абруццо, а в других регионах используются равиоли или ньокки. На Сицилии его обычно готовят из макарон и баклажанов. Иногда используют грибной соус или фондату, пьемонтский сырный соус и бешамель.

## В культуре
Тимбалло занимает видное место в фильме 1996 года «Большая ночь», хотя блюдо там упоминается как тимпано (региональный или семейный термин). Считается, что фильм увеличил популярность этого блюда.